# Cristian Cortez
Cristian Cortez Galecio (Guayaquil, 1972) es un dramaturgo, guionista y catedrático universitario ecuatoriano.

## Reseña biográfica

### Nacimiento e infancia
Nació en Guayaquil, Ecuador. Estudió en el Colegio Nacional Vicente Rocafuerte donde formó parte del grupo teatral La Careta; luego entró al grupo La Gaviota dirigido por Lucho Aguirre. Su interés por el teatro se inició cuando asistió a una función del reconocido grupo El Juglar, dirigido por el argentino Ernesto Suárez. Inicialmente incursionó como actor, formó parte del TUC (Teatro de la Universidad Católica de Santiago de Guayaquil) dirigido por Virgilio Valero y luego estudió en la desaparecida escuela de teatro del Banco Central, dirigida por el director chileno Alejandro Pinto. En la década de los noventa empieza a escribir sus primeras piezas teatrales. En la actualidad es uno de los más prolíficos autores teatrales ecuatorianos.

### Comienzos
Cortez tomó su primer curso de teatro en la Casa de la Cultura, dictado por los ex-juglares Luis Aguirre Ford y Elvira Carbo. Sus mentores son José Martínez Queirolo "Pipo" de quien, además de ser discípulo, conservó una gran relación de amistad hasta su muerte; y el argentino radicado en Ecuador Arístides Vargas. Ha recibido clases de dramaturgia de: Santiago Roldós, Santiago García, Marco Antonio de la Parra, Eduardo Adrianzén y César de María, entre otros.
Paralelamente con la escritura teatral, desde 1994 incursiona en la televisión donde se desempeña como guionista, hasta la fecha. En abril de 2004, recibió un acuerdo y la presea Dr. Vicente Rocafuerte -el más alto galardón que el Congreso Nacional ecuatoriano otorga a nivel artístico y humanidades-. En junio de 2006, la Universidad Laica Vicente Rocafuerte le otorgó el reconocimiento: “Ejemplo del periodismo de hoy” que se da a sus egresados más destacados en el campo laboral.
Ha impartido conferencias y talleres SUNY Plattsburgh University, New York, Whittier College Los Ángeles (USA); Universidad Científica del Sur de Lima, Perú.Universidad de La Habana Instituto Nacional de Arte (ISA); y en la Escuela Superior de Arte Dramático de Santo Domingo, República Dominicana
Ha representado a Ecuador en ferias internacionales de libro de Caracas FILVEN, Lima y Santiago de Chile.

## Estilo
Su dramaturgia se caracteriza por el humor, ha incursionado en el teatro del absurdo, comedia, y melodrama.
Su obra ha sido objeto de estudio académico, en Minnesota State University - Mankato, la maestrante Ángela Rocío Rodríguez-mora realizó una tesis titulada: Manifestaciones del teatro del absurdo en la dramaturgia de Cristian Cortez.
Sus obras han sido montadas por directores destacados como: Virgilio Valero, Hugo Avilés, Newton Soria, Beatriz Córdoba, William Saquicela, Augusto Enríquez, Maribel Solines, Héctor Luis Rivera, Franco Galecio, Nixon García, Carlos Delgado, entre otros.

## Obras
16 obras publicadas en dos tomos Teatro I y II:
- Descalzas (2012)
- Viva la española (2012)
- Como sea, me da igual (2012)
- El bello y la muy bestia (2011)
- Cucarachas (2010)
- Lagartos, lagartijas, lagarteros (2009)
- Maduritas, macrobióticas y multiorgásmicas (2008)
- No se vale llorar (2007)
- Deportada del paraíso (2006)
- Acto de escapismo (2006)
- Soledad con vista al mar (2005)
- Diva (2000)
- La clase sándwich (1999)
- Soufflé de rosas (1999)[8]
- Noctámbulos (1992)[9]
- La cenicienta, para adultos (1990)[10][11]

Su obra "Soufflé de Rosas" ganó el V Concurso Nacional de Literatura de la Municipalidad de Guayaquil en el año 2000, mientras que su obra "Cucarachas" fue ganadora del Concurso Nacional de Dramaturgia y Creación Contemporánea José Martínez Queirolo, de la Casa de la Cultura Ecuatoriana

## Trayectoria
Sus obras han sido llevadas y estrenadas por elencos de Ecuador, Colombia, Panamá, Paraguay, República Dominicana, México, Perú, Argentina, Brasil, España y Hungría. Guionista de televisión con más de 20 años de trayectoria, ha sido autor de series como: “De la vida real”, “Acolítame”, “En olor a santidad”, entre otras; las exitosas telenovelas “El Cholito”, “La taxista” y "3 familias", documental como: Memorias 35 años, telecomedias como Mujeres de peso, La panadería 2, El sanduchito y El Combo Amarillo, todas en la cadena televisiva Ecuavisa, donde trabaja desde 1998. Cucarachas ha sido seleccionada en una muestra de teatro ecuatoriano contemporáneo de la revista especializada Tramoya, Universidad Veracruzana México. Ha sido traducido al inglés, portugués y húngaro.